# Patio Parada

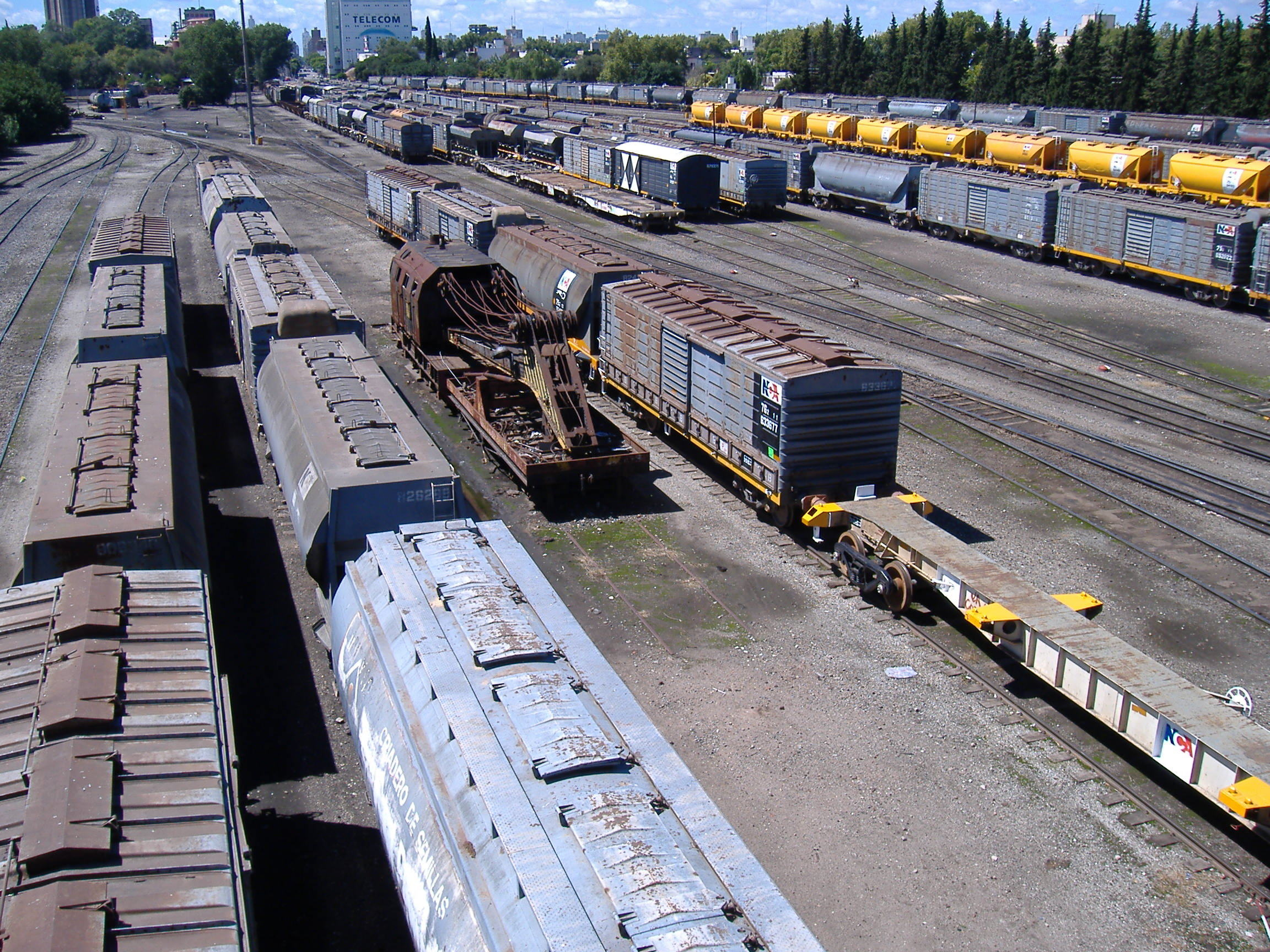
Trenes estacionados en Patio Parada, vistos desde el Viaducto Avellaneda (hacia el este).

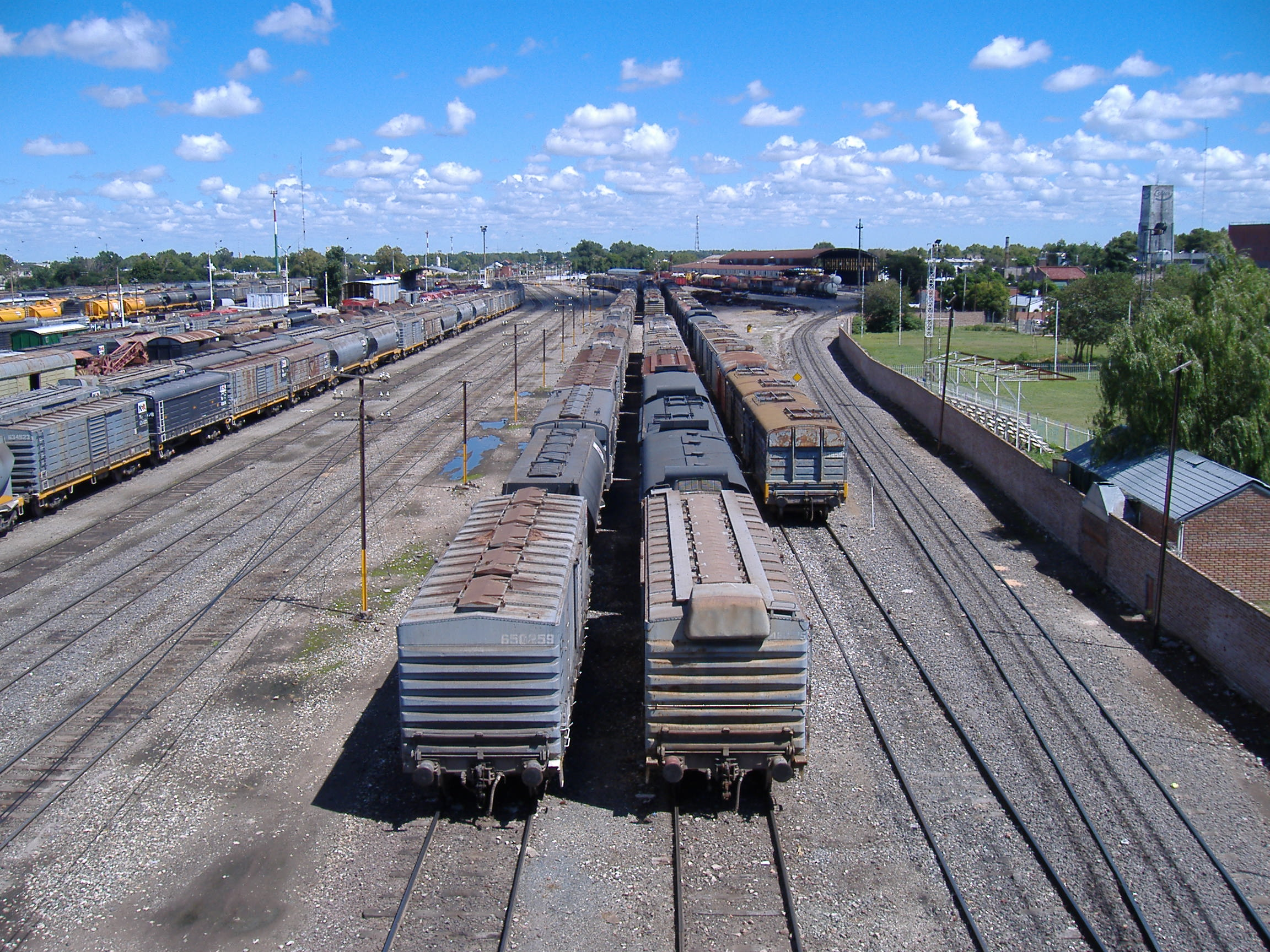
Otra vista del Patio Parada (hacia el oeste).

Patio Parada (32°55′57″S 60°40′41″O / -32.93251, -60.678155) es una gran área de maniobras en Rosario, en el sudeste de la Provincia de Santa Fe, Argentina. Es una parte importante del sistema de ferrocarriles de la ciudad y fue el sitio seleccionado como futura terminal multimodal de transporte público, cosa que a la postre se descartó. Antiguamente pertenecía a Ferrocarriles Argentinos esta área de la línea Ferrocarril General Bartolomé Mitre. En la actualmente es manejada por la empresa ferroviaria Nuevo Central Argentino (NCA), compartiendo espacio frecuentemente con formaciones de Ferroexpreso Pampeano. Las vías son de trocha ancha (1,676 m).

## Ubicación geográfica
Patio Parada está ubicado en el norte de Rosario, en el borde exterior del centro de la ciudad, junto a la Avenida Bordabehere, desde la Avenida Alberdi hacia el oeste. El puente del Bulevar Avellaneda lo cruza de norte a sur. El edificio de la administración se encuentra en un extremo, en el Cruce Alberdi, al lado de lo que queda de la antigua Estación Ludueña (o Parada Cruce Alberdi) y a unas pocas cuadras de las oficinas centrales del NCA.
Las vías que convergen al Patio Parada se conectan con la Estación Rosario Norte hacia el este. Hacia el oeste, se divide en tres ramas: la norte, que pasa por la vieja Estación Sarratea y sale de Rosario hacia la Ciudad de Santa Fe, alcanzando la ciudad de San Miguel de Tucumán en el noroeste del país; la oeste, hacia el barrio Fisherton, pasando por la antigua Estación Antártida Argentina hacia la ciudad de Córdoba a casi 400 km de distancia; y la sudoeste, que cruza Rosario en diagonal, pasando por la antigua Estación Barrio Vila y la ciudad vecina de Pérez, alcanzando Córdoba vía Cruz Alta.

Patio Parada fue el lugar designado como futuro sitio de la terminal multimodal de transporte público, sirviendo a Rosario y a su aglomeración urbana. Este plan oficial se encontraba en el Plan Urbano 2007–2017. El terreno debió contener una pequeña estación terminal de ómnibus, una parada del tren de alta velocidad (TAVE) entre las ciudades de Buenos Aires, Rosario y Córdoba, y un nodo de distribución de tranvías, con la comunicación directa con el Aeropuerto Internacional de Rosario el principal de la región.